# National Amateur Cup 2022-2023
La National Amateur Cup 2022-2023 è stata la terza edizione dell'omonima manifestazione maltese di calcio.
Il torneo ha preso il via l'8 settembre 2022 e si è concluso il 26 aprile 2023 con la vittoria dello Żabbar St. Patrick, al secondo successo consecutivo nella competizione.

## Formato
Il torneo ha visto la partecipazione di 21 squadre della BOV National Amateur League oltre a 6 squadre iscritte alla seconda divisione del Campionato di calcio di Gozo.

## Turno preliminare
| Squadra 1               | Risultato   | Squadra 2             |
| ----------------------- | ----------- | --------------------- |
| 8 settembre 2022        |             |                       |
| St. Lawrence Spurs      | 0 - 6       | Birzebbuga St. Peters |
| Mġarr                   | 4 - 3 (dts) | Luqa                  |
| Pembroke Athleta        | 2 - 6       | Żebbuġ Rovers         |
| Qormi                   | 2 - 1       | Santa Venera          |
| Dingli Swallows         | 1 - 2       | Ta' Xbiex             |
| Kalkara                 | 2 - 1       | Msida Saint-Joseph    |
| 9 settembre 2022        |             |                       |
| Kirkop United           | 5 - 2 (dts) | Għargħur              |
| 10 settembre 2022       |             |                       |
| Munxar Falcons          | 2 - 0       | Għarb Rangers         |
| S.K. Victoria Wanderers | 1 - 2(dts)  | Xagħra Utd            |
| 12 settembre 2022       |             |                       |
| Rabat Ajax              | 2 - 3 (dts) | Ghaxaq                |
| 14 settembre 2022       |             |                       |
| Senglea Athletic        | 3 - 2       | Mellieħa              |

## Ottavi di finale
| Squadra 1             | Risultato   | Squadra 2        |
| --------------------- | ----------- | ---------------- |
| 8 ottobre 2022        |             |                  |
| St. George's          | 9 - 2       | Munxar Falcons   |
| Siggiewi              | 2 - 1       | Żebbuġ Rovers    |
| Xghajra Tornadoes     | 1 - 3 (dts) | Kalkara          |
| Qormi                 | 2 - 0       | Xagħra Utd       |
| 9 ottobre 2022        |             |                  |
| Mdina                 | 2 - 4       | Kirkop United    |
| Mġarr                 | 1 - 0 (dts) | Senglea Athletic |
| Birzebbuga St. Peters | 6 - 0       | Ta' Xbiex        |
| Żabbar St. Patrick    | 2 - 0       | Ghaxaq           |

## Quarti di finale
| Squadra 1        | Risultato | Squadra 2             |
| ---------------- | --------- | --------------------- |
| 12 novembre 2022 |           |                       |
| Qormi            | 2 - 6     | Żabbar St. Patrick    |
| 13 novembre 2022 |           |                       |
| St. George's     | 1 - 2     | Kalkara               |
| Kirkop United    | 1 - 3     | Birzebbuga St. Peters |
| 14 novembre 2022 |           |                       |
| Mġarr            | 6 - 2     | Siggiewi              |

## Semifinali
| Squadra 1             | Risultato | Squadra 2          |
| --------------------- | --------- | ------------------ |
| 8 aprile 2023         |           |                    |
| Mġarr                 | 3 - 1     | Kalkara            |
| 11 aprile 2023        |           |                    |
| Birzebbuga St. Peters | 0 - 5     | Żabbar St. Patrick |

## Finale
| Squadra 1      | Risultato | Squadra 2          |
| -------------- | --------- | ------------------ |
| 26 aprile 2023 |           |                    |
| Mġarr          | 0 - 2     | Żabbar St. Patrick |